# Silhak

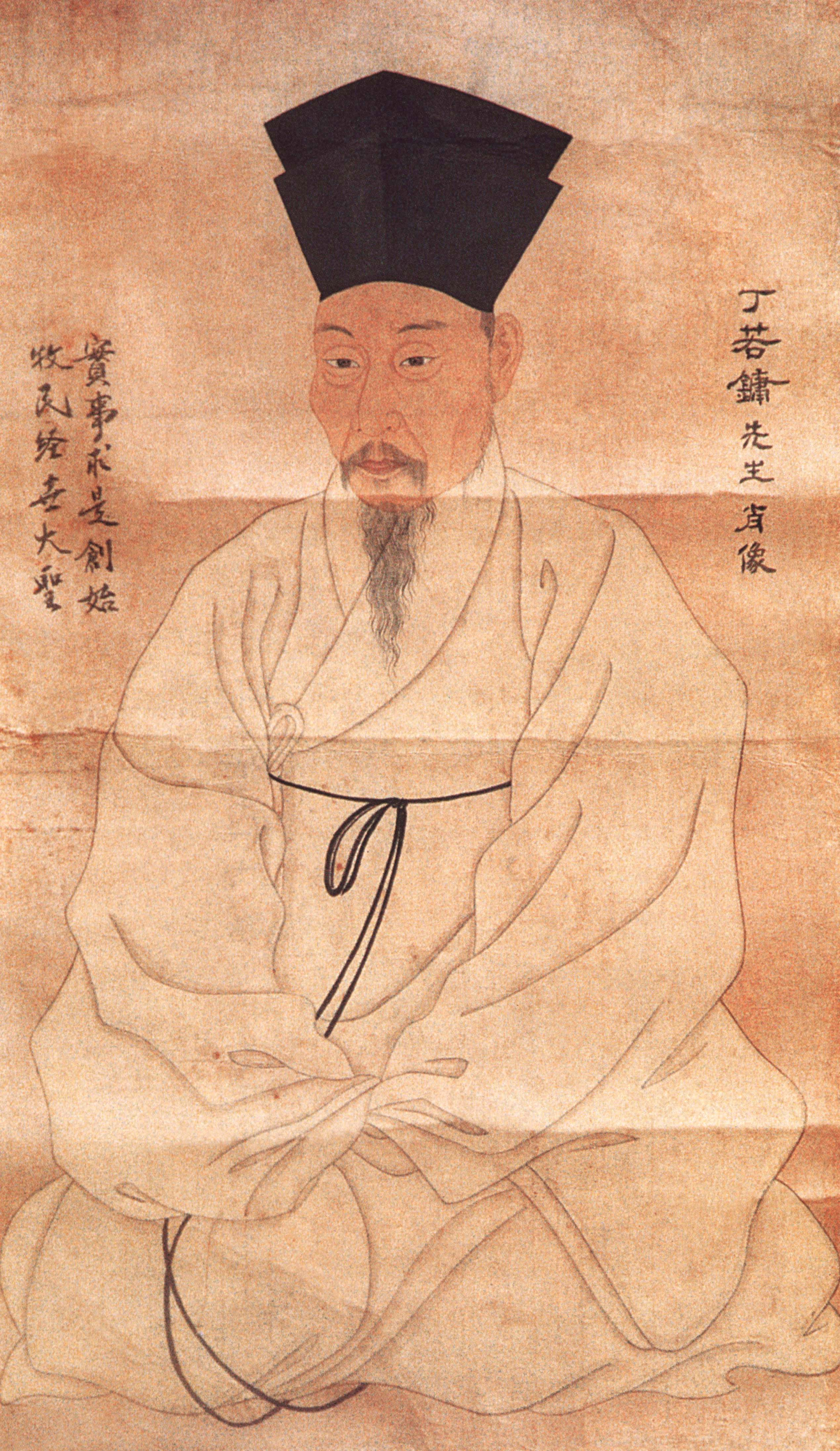
Csong Jagjong (Jeong Yak-yong) tudós

A Silhak (hangul: 실학, handzsa: 實學) neokonfuciánus irányzat volt a koreai Csoszon (Joseon)ban. A fogalom szó szerinti jelentése a sil, azaz igaz, valódi, és hak, azaz tudomány, tanulás írásjegyekből áll. A Csoszon (Joseon)-időszak évszázadaiban államideológiává vált konfuciánus gondolatokat voltak, akik túl elrugaszkodottnak tekintették, mert nem segítették az embert a mindennapi életben. A Silhak azonban a gyakorlatiasabb, technikai tudásra helyezte a hangsúlyt a metafizikai tudással szemben.
Kiemelkedő tudósai közé tartozott Csong Jagjong (Jeong Yak-yong) (丁若鏞, 정약용, 1762–1836), I Ik (Yi Ik) (李瀷, 이익, 1681–1763), Pak Csega (Bak Jega) (朴齊家, 박제가, 1750–1815) és Pak Csivon (Bak Jiwon) (朴趾源, 박지원, 1737-1805).

## Fő elvei
A Koreai-félsziget lakossága évszázadokon keresztül mezőgazdasági társadalom volt. A Silhak az agrártevékenységek folytatásához szükséges növénytermesztéssel, állattenyésztéssel, az infrastruktúra fejlesztésével kapcsolatos ismereteket tekintette hasznosnak.
Az 1592-es Imdzsin (Imjin)-háború és az azt nem sokkal követő mandzsu betörések háborús időszaka utáni politikai, gazdasági és társadalmi káoszban az akadémikus körökben felvetődött a gondolat, hogy a túlságosan elméleti tanulmányozás helyett a gyakorlatban hasznosítható dolgokkal kellene ismerkedni, azokat kutatni és alkalmazni. A Silhakot ilyen módon a Csoszon (Joseon)-időszak utolsó évszázadában jellemző felvilágosultabb eszmék közé sorolhatjuk. A Silhak élesen bírálta a koreai bürokráciát és a szolgatartást. Helyette a mezőgazdaság megreformálásának szükségességét hangoztatta, a technológia, a kereskedelem és az ipar irányában.